# Руселаре (футбольний клуб)
«Руселаре» (нід. Roeselare) — професійний бельгійський футбольний клуб з однойменного міста. Виступав у Лізі Жюпіле з 2005 по 2010 рік. Домашні матчі проводить на стадіоні «Схірвелде», який вміщує 9 075 глядачів.

## Історія
Перший футбольний клуб в Руселаре було створено ще у 1900 році групою студентів і названо «De Verenigde Vrienden», проте скоро назву було змінено на «Ред Стар Руселаре» (Red Star Roeselare). У 1902 році цей клуб іменувався «Уніон Спортів Рулер» (фр. Union Sportive Roulers), але через фінансові негаразди його було виключено з футбольної асоціації Бельгії вже у 1909 році. Через рік у місті було засновано два нових клуби «Sportvereniging Roeselare» (католики) та «Football Club Roeselare» (робітники), проте не надовго — у 1914 році діяльність клубів припинилась через початок Першої світової війни. 
Датою створення теперішнього клубу вважається 20 липня 1921 року, коли команда «Sportkring Roeselare» зареєструвалась в футбольній асоціації, отримавши матрикальний №134. У тому ж році клуб змінив назву на «KSK Roeselare». Народження іншого футбольного клубу з Руселаре «S.K. Roeselare» відбулося на сім років пізніше у 1928-му. Він отримав №286 у футбольній асоціації. У 1999 році два клуби об'єдналися під назвою «K.S.V. Roeselare». Клуб зберіг матрикальний №134, зареєстрований в асоціації у 1921 році.